# Жуковка (Пушкинский район)
Жуковка — деревня в Пушкинском районе Московской области России, входит в состав сельского поселения Царёвское. Население — 198 чел. (2010).

## География
Расположена на севере Московской области, в юго-восточной части Пушкинского района, примерно в 10 км к северо-востоку от центра города Пушкино и 25 км от Московской кольцевой автодороги.
В деревне 1 улица — Садовая, 2 микрорайона, приписано 8 садоводческих товариществ.
В 6 км к западу — Ярославское шоссе М8, в 4 км к северу — Московское малое кольцо А107, в 8 км к западу проходит линия Ярославского направления Московской железной дороги. Ближайшие населённые пункты — деревня Старое Село, посёлки Доровское и зверосовхоза.
Связана автобусным сообщением с городами Красноармейском, Москвой и Пушкино (маршруты № 21 и 317).

## Население
| 1859 | 1890 | 1899 | 1926 | 2002 | 2006 | 2010 |
| ---- | ---- | ---- | ---- | ---- | ---- | ---- |
| 135  | ↗171 | ↗180 | ↗209 | ↘85  | ↗127 | ↗198 |

## История
В «Списке населённых мест» 1862 года — владельческая деревня 1-го стана Дмитровского уезда Московской губернии по левую сторону Московско-Ярославского шоссе (из Ярославля в Москву), в 49 верстах от уездного города и 27 верстах от становой квартиры, при пруде, с 19 дворами и 135 жителями (57 мужчин, 78 женщин).
По данным на 1899 год — деревня Богословской волости Дмитровского уезда с 180 жителями.
В 1913 году — 28 дворов, фабрика Карцева, имения Челнокова, Доровской, Карцева и Корнилова.
По материалам Всесоюзной переписи населения 1926 года — центр Жуковского сельсовета Софринской волости Сергиевского уезда Московской губернии в 12,8 км от станции Софрино Северной железной дороги, проживало 209 жителей (98 мужчин, 111 женщин), насчитывалось 42 хозяйства, из которых 40 крестьянских.
С 1929 года — населённый пункт в составе Пушкинского района Московского округа Московской области. Постановлением ЦИК и СНК от 23 июля 1930 года округа как административно-территориальные единицы были ликвидированы.
Административная принадлежность
1929—1957 гг. — центр Жуковского сельсовета Пушкинского района.
1957—1960 гг. — центр Жуковского сельсовета Мытищинского района.
1960—1962 гг. — центр Жуковского сельсовета (до 20.08.1960) и деревня Царёвского сельсовета Калининградского района.
1962—1963, 1965—1994 гг. — деревня Царёвского сельсовета Пушкинского района.
1963—1965 гг. — деревня Царёвского сельсовета Мытищинского укрупнённого сельского района.
1994—2006 гг. — деревня Царёвского сельского округа Пушкинского района.
С 2006 года — деревня сельского поселения Царёвское Пушкинского муниципального района Московской области.
Постановлением губернатора Московской области № 345-ПГ от 13 ноября 2001 года в состав деревни был включён посёлок санатория «Спутник».